# Seven de Australia 2002
El Seven de Australia de 2002 fue la segunda edición del torneo australiano de rugby 7, fue el cuarto torneo de la temporada 2001-02 de la Serie Mundial Masculina de Rugby 7.
Se disputó en la instalaciones del Lang Park de Brisbane.

## Fase de grupos

### Grupo A
| Equipo        | Encuentros | Encuentros | Encuentros | Encuentros | Tantos  | Tantos    | Tantos     | Puntos |
| Equipo        | jugados    | ganados    | empatados  | perdidos   | a favor | en contra | diferencia | Puntos |
| ------------- | ---------- | ---------- | ---------- | ---------- | ------- | --------- | ---------- | ------ |
| Nueva Zelanda | 3          | 3          | 0          | 0          | 98      | 15        | 83         | 9      |
| Samoa         | 3          | 2          | 0          | 1          | 76      | 29        | 47         | 7      |
| Japón         | 3          | 1          | 0          | 2          | 31      | 77        | -46        | 5      |
| Francia       | 3          | 0          | 0          | 3          | 10      | 94        | -84        | 3      |

Nota: Se otorgan 3 puntos al equipo que gane un partido, 2 al que empate y 1 al que pierda

### Grupo B
| Equipo     | Encuentros | Encuentros | Encuentros | Encuentros | Tantos  | Tantos    | Tantos     | Puntos |
| Equipo     | jugados    | ganados    | empatados  | perdidos   | a favor | en contra | diferencia | Puntos |
| ---------- | ---------- | ---------- | ---------- | ---------- | ------- | --------- | ---------- | ------ |
| Fiyi       | 3          | 3          | 0          | 0          | 123     | 10        | 123        | 9      |
| Argentina  | 3          | 2          | 0          | 1          | 73      | 41        | 32         | 7      |
| Islas Cook | 3          | 1          | 0          | 2          | 45      | 79        | -34        | 5      |
| China      | 3          | 0          | 0          | 3          | 17      | 128       | -111       | 3      |

### Grupo C
| Equipo             | Encuentros | Encuentros | Encuentros | Encuentros | Tantos  | Tantos    | Tantos     | Puntos |
| Equipo             | jugados    | ganados    | empatados  | perdidos   | a favor | en contra | diferencia | Puntos |
| ------------------ | ---------- | ---------- | ---------- | ---------- | ------- | --------- | ---------- | ------ |
| Australia          | 3          | 3          | 0          | 0          | 127     | 0         | 127        | 9      |
| Estados Unidos     | 3          | 2          | 0          | 1          | 57      | 80        | -23        | 7      |
| Papúa Nueva Guinea | 3          | 1          | 0          | 2          | 45      | 83        | -38        | 5      |
| Gales              | 3          | 0          | 0          | 3          | 31      | 97        | -66        | 3      |

### Grupo D
| Equipo     | Encuentros | Encuentros | Encuentros | Encuentros | Tantos  | Tantos    | Tantos     | Puntos |
| Equipo     | jugados    | ganados    | empatados  | perdidos   | a favor | en contra | diferencia | Puntos |
| ---------- | ---------- | ---------- | ---------- | ---------- | ------- | --------- | ---------- | ------ |
| Sudáfrica  | 3          | 3          | 0          | 0          | 83      | 15        | 68         | 9      |
| Inglaterra | 3          | 2          | 0          | 1          | 67      | 17        | 50         | 7      |
| Canadá     | 3          | 1          | 0          | 2          | 24      | 83        | -59        | 5      |
| Tonga      | 3          | 0          | 0          | 3          | 19      | 78        | -59        | 3      |

## Fase Final

### Cuartos de final
| 3 de febrero | Australia | 29 - 12 | Inglaterra |  |  |

| 3 de febrero | Samoa | 19 - 5 | Fiyi |  |  |

| 3 de febrero | Nueva Zelanda | 24 - 10 | Argentina |  |  |

| 3 de febrero | Sudáfrica | 25 - 0 | Estados Unidos |  |  |

### Semifinal
| 3 de febrero | Australia | 29 - 5 | Samoa |  |  |

| 3 de febrero | Nueva Zelanda | 14 - 12 | Sudáfrica |  |  |

### Final
| 3 de febrero | Australia | 28 - 0 | Nueva Zelanda |  |  |

| Bandera de Australia   |
| Campeón Australia      |
| 1º título del circuito |